# 菝葜
菝葜，也称金刚藤，菝葜科菝葜属，多年生藤本落叶攀附植物。生于山坡林下。分布于中国长江以南各地和日本。琉璃蛱蝶幼虫的主要食物之一就是菝葜。若种植可在3月播种。

## 形态
落叶攀援状灌木。株高0.7－3.5米，茎有刺，卵圆形的叶子互生，端部稍尖，革质，有3－5条主叶脉。夏初开黄绿色花，雌雄异株，伞形花序，雄花与雌花大小相若，雄花有丝状退化雄蕊6枚，雌花子房上位，有3室，柱頭3裂。浆果球形，成熟时红色，直径7毫米左右。

## 用途
根分生，根茎可以入中药，也可以提制栲胶和淀粉，叶可用来制作日本柏餅。

## 外部連結
- 菝葜 Baqia （页面存档备份，存于） 藥用植物圖像數據庫 (香港浸會大學中醫藥學院) （中文）（英文）
- 菝葜 中藥材圖像數據庫  (香港浸會大學中醫藥學院) （中文）（英文）
- 菝葜 Ba Qia （页面存档备份，存于） 中藥標本數據庫 (香港浸會大學中醫藥學院) （繁體中文）（英文）

## 延伸阅读
[在维基数据编辑]
 《欽定古今圖書集成·博物彙編·草木典·菝葜部》，出自陈梦雷《古今圖書集成》
 《植物名實圖考·菝葜》，出自吳其濬《植物名實圖考》